# Code source (roman)
Pour l'ensemble d'instructions écrites dans un langage de programmation informatique, voir Code source.
Code source (titre original : Spook Country) est un roman de William Gibson publié en 2007, traduit en français par Alain Smissi et paru en 2008 aux éditions Au diable vauvert.

## Résumé
Hollis Henry, ancienne star du rock reconvertie à l'écriture, est envoyée à Los Angeles par Node, un magazine anglais qui lui a commandé un article sur le « locative », une nouvelle forme d'art utilisant la réalité augmentée. Bien au-delà du locative, son enquête la conduit vers un mystérieux container qui semble intéresser beaucoup de monde.

## Univers
L'histoire, bien qu'autonome, contient quelques allusions au roman précédent de l'auteur, Identification des schémas. Les deux se situent ainsi dans un même univers qui est, selon les propres dires de l'écrivain, « plus ou moins celui dans lequel nous vivons aujourd'hui. »